# Dubberman Finland
Dubberman Oy es una compañía finlandesa de doblaje con sede en Helsinki. Es una de las secciones del Grupo Dubberman. La empresa realiza el doblaje de canales de TV y distribuidoras de cine.